# Élections départementales de 2015 dans l'Aisne
Les élections départementales ont lieu les 22 et 29 mars 2015.

## Contexte départemental

### Situation politique
Le PS est à la tête du conseil général de l'Aisne depuis 1998 et la présidence est occupé par Yves Daudigny depuis 2001.
Au niveau national, l'Aisne est considéré comme un département à enjeux, le PS veut conserver sa majorité face à l'UMP, voire au FN.
Le FN veut d'ailleurs confirmer les derniers bons résultats dans ce département en conquérant des cantons voir le conseil départemental,. Lors des dernières élections présidentielles, François Hollande est arrivé en tête au premier tour à 27,10 %, suivi de Marine Le Pen à 26,33 % et de Nicolas Sarkozy à 24,20 %. Le résultat de la candidate du FN constitue l'un de ses meilleurs score au niveau national. Elle est même arrivée en tête dans l'arrondissement de Vervins et dans des cantons comme ceux d'Aubenton, de La Capelle, de Rozoy-sur-Serre et de Wassigny. Aux dernières élections municipales, le FN a aussi remporté l'une de ses 11 mairies avec Villers-Cotterêts et aux élections européennes, celui-ci a obtenu son meilleur résultat avec 40,02 % sur l'ensemble du pays. Seulement, il doit faire face à un manque de notoriété locale de ses candidats, hormis à Villers-Cotterêts.
L'UMP locale mise sur l'impopularité du gouvernement, de la prime aux candidats sortants et de l'effet du renouvellement avec des jeunes élus. Le PS espère conserver le département mais il ne voit pas une conquête de celui-ci par le FN sauf l'entrée de quelques élus.
Au niveau local, le PS et l'UMP ont tenté de s'unir avec leurs alliées au premier tour de l'élection en proposant des binômes communs pour éviter la division et la dispersion des voix. L'UMP s'est mis d'accord avec l'UDI sauf dans six cantons comme celui de Vervins et de Villers-Cotterêts, où les deux binômes sont constitués de conseiller généraux sortants. Le PS a constitué des binômes communs avec le Front de gauche et EELV sauf dans certains cantons, ceux de Laon, de Saint-Quentin, de Château-Thierry, d'Essômes-sur-Marne, de Guignicourt et de Vervins. Le FN est présent dans tous les cantons. Il est en duel avec le binôme de gauche dans le canton de Vic-sur-Aisne car le binôme de droite n'a pas pu être constitué à temps. Celui-ci est d'ailleurs unique, lors de cette élection, en France.

### Redécoupage cantonal de 2014 dans l'Aisne
Dans la poursuite de la réforme territoriale engagée en 2010, l'Assemblée nationale adopte définitivement le 17 avril 2013 la réforme du mode de scrutin pour les élections départementales destinée à garantir la parité hommes/femmes. Les lois (loi organique 2013-402 et loi 2013-403) sont promulguées le 17 mai 2013. Un nouveau découpage territorial est défini par décret du 21 février 2014 pour le département de l'Aisne.
Avant sa parution, cette carte a fait l'objet de nombreuses contestations depuis sa présentation le 3 octobre 2013 par le préfet. L'UMP local a dénoncé le découpage comme « scandaleux et inacceptable » et lié à « de pures arrière-pensées électorales » avec un charcutage électoral. Même au sein de la majorité départementale, la contestation s'est fait aussi sentir avec Frédéric Mathieu, IDG, la considérant comme étant illogique. Lors du vote le 14 octobre 2013 sur ce redécoupage, le conseil général a émis un avis défavorable avec la mise en minorité du PS par l'ensemble des groupes de l'assemblée. Le Conseil d'État a cependant accepté, le 26 novembre 2013, cette nouvelle carte. À la suite de la parution du décret, des recours ont été déposés devant le Conseil d'État mais aucune des demandes n'a été acceptée comme celle de la commune de Voulpaix, demandant son maintien dans le canton de Vervins.
Ce nouveau découpage entre en vigueur lors du premier renouvellement général des assemblées départementales suivant la publication du décret, soit lors de cette élection. Les conseillers départementaux sont élus au scrutin majoritaire binominal mixte. Les électeurs de chaque canton éliront au Conseil départemental, nouvelle appellation des Conseils généraux, deux membres de sexe différent, qui se présenteront en binôme de candidats. Les conseillers départementaux seront élus pour 6 ans au scrutin binominal majoritaire à deux tours, l'accès au second tour nécessitant 10 % des inscrits au 1er tour. En outre la totalité des conseillers départementaux est renouvelée.

### Assemblée départementale sortante
Avant les élections, le conseil général de l'Aisne est présidé par Yves Daudigny (PS). Il comprend 42 conseillers généraux issus des 42 cantons de l'Aisne. Après le redécoupage cantonal de 2014, ce sont 42 conseillers départementaux qui seront élus au sein des 21 nouveaux cantons de l'Aisne.
| Parti                                | Sigle | Sigle | Élus | Groupe                    |
| ------------------------------------ | ----- | ----- | ---- | ------------------------- |
| Majorité (27 sièges)                 |       |       |      |                           |
| Parti socialiste                     |       | PS    | 15   | Socialiste                |
| Divers gauche                        |       | DVG   | 1    | Socialiste                |
| Initiative démocratique de gauche    |       | IDG   | 5    | Progressiste              |
| Divers gauche                        |       | DVG   | 1    | Progressiste              |
| Parti communiste français            |       | PCF   | 5    | Communiste et républicain |
| Opposition (15 sièges)               |       |       |      |                           |
| Union pour un mouvement populaire    |       | UMP   | 7    | UMP                       |
| Divers droite                        |       | DVD   | 1    | UMP                       |
| Union des démocrates et indépendants |       | UDI   | 4    | Indépendant               |
| Divers droite                        |       | DVD   | 3    | Indépendant               |
| Président du Conseil général         |       |       |      |                           |
| Yves Daudigny (PS)                   |       |       |      |                           |

### Assemblée départementale élue
| Parti                                | Sigle | Sigle | Élus |
| ------------------------------------ | ----- | ----- | ---- |
| Majorité (18 sièges)                 |       |       |      |
| Union pour un mouvement populaire    |       | UMP   | 10   |
| Union des démocrates et indépendants |       | UDI   | 5    |
| Divers droite                        |       | DVD   | 3    |
| Opposition (24 sièges)               |       |       |      |
| Parti socialiste                     |       | PS    | 6    |
| Parti communiste français            |       | PCF   | 5    |
| Divers gauche                        |       | DVG   | 1    |
| Initiative démocratique de gauche    |       | IDG   | 1    |
| Europe Écologie Les Verts            |       | EÉLV  | 1    |
| Front national                       |       | FN    | 8    |
| Président du Conseil départemental   |       |       |      |
| Nicolas Fricoteaux (UDI)             |       |       |      |

## Résultats à l'échelle du département

### Résultats par nuances du ministère de l'Intérieur
Les nuances utilisées par le ministère de l'Intérieur ne tiennent pas compte des alliances locales.
|             | Union de la gauche | 43 210  | 22,87  | 42 493  | 23,96  | 16 |  |  |
|             | PS                 | 6 035   | 3,19   | 4 047   | 2,28   | 0  |  |  |
|             | DVG                | 4 423   | 2,34   |         |        |    |  |  |
|             | PCF                | 3 367   | 1,78   |         |        |    |  |  |
|             | FG                 | 1 611   | 0,85   |         |        |    |  |  |
|             | EÉLV               | 983     | 0,52   |         |        |    |  |  |
|             | Gauche             | 59 629  | 31,05  | 46 540  | 26,24  | 16 |  |  |
|             |                    |         |        |         |        |    |  |  |
|             | Union de la droite | 37 142  | 19,66  | 36 152  | 20,39  | 14 |  |  |
|             | UMP                | 9 075   | 4,80   | 10 576  | 5,96   | 2  |  |  |
|             | UDI                | 7 758   | 4,11   | 5 428   | 3,06   | 2  |  |  |
|             | DVD                | 1 968   | 1,04   |         |        |    |  |  |
|             | Droite             | 55 943  | 29,61  | 52 156  | 29,41  | 18 |  |  |
|             |                    |         |        |         |        |    |  |  |
|             | FN                 | 73 069  | 38,67  | 78 624  | 44,34  | 8  |  |  |
|             |                    |         |        |         |        |    |  |  |
|             | EXG                | 326     | 0,17   |         |        |    |  |  |
|             |                    |         |        |         |        |    |  |  |
| Inscrits    | Inscrits           | 372 896 | 100,00 | 357 315 | 100,00 |    |  |  |
| Abstentions | Abstentions        | 174 257 | 46,73  | 163 308 | 45,70  |    |  |  |
| Votants     | Votants            | 198 639 | 53,27  | 194 007 | 54,30  |    |  |  |
| Blancs      | Blancs             | 6 628   | 3,34   | 11 879  | 6,12   |    |  |  |
| Nuls        | Nuls               | 3 044   | 1,53   | 4 808   | 2,48   |    |  |  |
| Exprimés    | Exprimés           | 188 967 | 95,13  | 188 967 | 91,40  |    |  |  |

### Résultats par canton
| Canton                     | Conseiller sortant     | Parti                | Parti       | Conseiller élu            | Parti           | Parti           |
| -------------------------- | ---------------------- | -------------------- | ----------- | ------------------------- | --------------- | --------------- |
| Anizy-le-Château           | Daniel Counot          |                      | IDG         | Canton supprimé           | Canton supprimé | Canton supprimé |
| Aubenton                   | Yannick Noé            |                      | UMP         | Canton supprimé           | Canton supprimé | Canton supprimé |
| Bohain-en-Vermandois       | Michel Collet          |                      | PS          | Michel Collet             |                 | PS              |
| Bohain-en-Vermandois       | Michel Collet          | Monique Sébastijan   | PS          |                           | PCF             |                 |
| Braine                     | Ernest Templier        |                      | UDI         | Canton supprimé           | Canton supprimé | Canton supprimé |
| La Capelle                 | Frédéric Meura         |                      | UMP         | Canton supprimé           | Canton supprimé | Canton supprimé |
| Le Catelet                 | Raymond Froment*       |                      | PCF         | Canton supprimé           | Canton supprimé | Canton supprimé |
| Charly-sur-Marne           | Georges Fourré         |                      | DVG         | Canton supprimé           | Canton supprimé | Canton supprimé |
| Château-Thierry            | Michèle Fusellier      |                      | PS          | Bruno Beauvois            |                 | PRG             |
| Château-Thierry            | Michèle Fusellier      | Michèle Fuselier     | PS          |                           | PS              |                 |
| Chauny                     | Jean-Luc Lanouilh      |                      | PCF         | Jean-Luc Lanouilh         |                 | PCF             |
| Chauny                     | Jean-Luc Lanouilh      | Fabienne Marchionni  | PCF         |                           | PCF             |                 |
| Condé-en-Brie              | Éric Mangin            |                      | UMP         | Canton supprimé           | Canton supprimé | Canton supprimé |
| Coucy-le-Château-Auffrique | Jean-Claude Dumont     |                      | PCF         | Canton supprimé           | Canton supprimé | Canton supprimé |
| Craonne                    | Noël Genteur*          |                      | IDG         | Canton supprimé           | Canton supprimé | Canton supprimé |
| Crécy-sur-Serre            | Bernard Ronsin*        |                      | DVD         | Canton supprimé           | Canton supprimé | Canton supprimé |
| Essômes-sur-Marne          | Canton créé            | Canton créé          | Canton créé | Georges Fourré            |                 | DVG             |
| Essômes-sur-Marne          | Canton créé            | Canton créé          | Canton créé | Anne Maricot              |                 | DVG             |
| La Fère                    | Frédéric Mathieu       |                      | IDG         | Canton supprimé           | Canton supprimé | Canton supprimé |
| Fère-en-Tardenois          | Isabelle Vasseur       |                      | UMP         | Carole Deruy              |                 | UMP             |
| Fère-en-Tardenois          | Isabelle Vasseur       | François Rampelberg  | UMP         |                           | UMP             |                 |
| Guignicourt                | Canton créé            | Canton créé          | Canton créé | Philippe Timmerman        |                 | DVD             |
| Guignicourt                | Canton créé            | Canton créé          | Canton créé | Bernadette Vannobel       |                 | DVD             |
| Guise                      | Daniel Cuvelier *      |                      | PS          | Armand Pollet             |                 | FN              |
| Guise                      | Daniel Cuvelier *      | Marion Saillard      | PS          |                           | FN              |                 |
| Hirson                     | Jean-Jacques Thomas    |                      | PS          | Anne-Marie Fournier       |                 | FN              |
| Hirson                     | Jean-Jacques Thomas    | Claude Mouflard      | PS          |                           | FN              |                 |
| Laon-Nord                  | Fawaz Karimet          |                      | PS          | Canton supprimé           | Canton supprimé | Canton supprimé |
| Laon-Sud                   | Thierry Delerot        |                      | PS          | Canton supprimé           | Canton supprimé | Canton supprimé |
| Laon-1                     | Canton créé            | Canton créé          | Canton créé | Fawaz Karimet             |                 | PS              |
| Laon-1                     | Canton créé            | Canton créé          | Canton créé | Annie Tujek               |                 | PS              |
| Laon-2                     | Canton créé            | Canton créé          | Canton créé | Thierry Delerot           |                 | PS              |
| Laon-2                     | Canton créé            | Canton créé          | Canton créé | Brigitte Fournié-Turquin  |                 | EELV            |
| Marle                      | Yves Daudigny          |                      | PS          | Isabelle Ittelet          |                 | UDI             |
| Marle                      | Yves Daudigny          | Pierre-Jean Verzelen | PS          |                           | UMP             |                 |
| Moÿ-de-l'Aisne             | Frédéric Martin*       |                      | PS          | Canton supprimé           | Canton supprimé | Canton supprimé |
| Neufchâtel-sur-Aisne       | Philippe Timmerman     |                      | DVD         | Canton supprimé           | Canton supprimé | Canton supprimé |
| Neuilly-Saint-Front        | André Rigaud           |                      | UMP         | Canton supprimé           | Canton supprimé | Canton supprimé |
| Le Nouvion-en-Thiérache    | Thierry Thomas         |                      | PS          | Canton supprimé           | Canton supprimé | Canton supprimé |
| Oulchy-le-Château          | Hervé Muzart           |                      | UMP         | Canton supprimé           | Canton supprimé | Canton supprimé |
| Ribemont                   | Michel Potelet         |                      | PS          | Florence Bonnard-Trevisan |                 | IDG             |
| Ribemont                   | Michel Potelet         | Michel Potelet       | PS          |                           | PS              |                 |
| Rozoy-sur-Serre            | Nicolas Fricoteaux     |                      | UDI         | Canton supprimé           | Canton supprimé | Canton supprimé |
| Sains-Richaumont           | Isabelle Itellet       |                      | UDI         | Canton supprimé           | Canton supprimé | Canton supprimé |
| Saint-Quentin-Centre       | Colette Blériot        |                      | UMP         | Canton supprimé           | Canton supprimé | Canton supprimé |
| Saint-Quentin-Nord         | Monique Bry*           |                      | UMP         | Canton supprimé           | Canton supprimé | Canton supprimé |
| Saint-Quentin-Sud          | Jean-Claude Cappele    |                      | IDG         | Canton supprimé           | Canton supprimé | Canton supprimé |
| Saint-Quentin-1            | Canton créé            | Canton créé          | Canton créé | Colette Blériot           |                 | UMP             |
| Saint-Quentin-1            | Canton créé            | Canton créé          | Canton créé | Jean-Pierre Boniface      |                 | UMP             |
| Saint-Quentin-2            | Canton créé            | Canton créé          | Canton créé | Thomas Dudebout           |                 | UMP             |
| Saint-Quentin-2            | Canton créé            | Canton créé          | Canton créé | Pascale Gruny             |                 | UMP             |
| Saint-Quentin-3            | Canton créé            | Canton créé          | Canton créé | Jocelyne Dogna            |                 | UMP             |
| Saint-Quentin-3            | Canton créé            | Canton créé          | Canton créé | Freddy Grzeziczak         |                 | UMP             |
| Saint-Simon                | Roland Renard*         |                      | IDG         | Canton supprimé           | Canton supprimé | Canton supprimé |
| Sissonne                   | Pierre-Marie Lebée     |                      | PS          | Canton supprimé           | Canton supprimé | Canton supprimé |
| Soissons-Nord              | Patrick Day*           |                      | PS          | Canton supprimé           | Canton supprimé | Canton supprimé |
| Soissons-Sud               | Serge Vallée           |                      | PCF         | Canton supprimé           | Canton supprimé | Canton supprimé |
| Soissons-1                 | Canton créé            | Canton créé          | Canton créé | Françoise Champenois      |                 | UDI             |
| Soissons-1                 | Canton créé            | Canton créé          | Canton créé | Pascal Tordeux            |                 | UDI             |
| Soissons-2                 | Canton créé            | Canton créé          | Canton créé | Isabelle Létrillart       |                 | UMP             |
| Soissons-2                 | Canton créé            | Canton créé          | Canton créé | Frédéric Vanier           |                 | DVD             |
| Tergnier                   | Michel Carreau         |                      | PCF         | Michel Carreau            |                 | PCF             |
| Tergnier                   | Michel Carreau         | Caroline Varlet      | PCF         |                           | PCF             |                 |
| Vailly-sur-Aisne           | Annick Venet*          |                      | DVD         | Canton supprimé           | Canton supprimé | Canton supprimé |
| Vermand                    | Christiane Meriaux*    |                      | DVG         | Canton supprimé           | Canton supprimé | Canton supprimé |
| Vervins                    | Jean-Pierre Balligand* |                      | PS          | Marie-Françoise Bertrand  |                 | UDI             |
| Vervins                    | Jean-Pierre Balligand* | Nicolas Fricoteaux   | PS          |                           | UDI             |                 |
| Vic-sur-Aisne              | Jean-Luc Moraux*       |                      | PS          | Marie-Christine Gilliot   |                 | FN              |
| Vic-sur-Aisne              | Jean-Luc Moraux*       | Noël Lecoultre       | PS          |                           | FN              |                 |
| Villers-Cotterêts          | Michel Laviolette      |                      | UDI         | Franck Briffaut           |                 | FN              |
| Villers-Cotterêts          | Michel Laviolette      | Martine Pigoni       | UDI         |                           | FN              |                 |
| Wassigny                   | Sylvie Draux*          |                      | PS          | Canton supprimé           | Canton supprimé | Canton supprimé |

* Conseillers généraux sortants ne se représentant pas

## Résultats par canton

### Canton de Bohain-en-Vermandois
| Candidats            | Candidats          | Partis      | Partis      | Premier tour | Premier tour | Second tour | Second tour |
| Candidats            | Candidats          | Partis      | Partis      | Voix         | %            | Voix        | %           |
| -------------------- | ------------------ | ----------- | ----------- | ------------ | ------------ | ----------- | ----------- |
| 1                    | Michel Collet*     |             | PS          | 3 098        | 38,60        | 4 033       | 50,51       |
| 1                    | Monique Sébastijan |             | PCF         | 3 098        | 38,60        | 4 033       | 50,51       |
| 2                    | Hélène Grandsire   |             | FN          | 3 413        | 42,52        | 3 951       | 49,49       |
| 2                    | Éric Grégoire      |             | FN          | 3 413        | 42,52        | 3 951       | 49,49       |
| 3                    | Lydie Fillion      |             | DVD         | 1 515        | 18,88        |             |             |
| 3                    | Philippe Ricour    |             | DVD         | 1 515        | 18,88        |             |             |
|                      |                    |             |             |              |              |             |             |
| Inscrits             | Inscrits           | Inscrits    | Inscrits    | 15 417       | 100,00       | 15 414      | 100,00      |
| Abstentions          | Abstentions        | Abstentions | Abstentions | 6 917        | 44,87        | 6 683       | 43,36       |
| Votants              | Votants            | Votants     | Votants     | 8 500        | 55,13        | 8 751       | 56,46       |
| Blancs               | Blancs             | Blancs      | Blancs      | 324          | 3,81         | 486         | 5,57        |
| Nuls                 | Nuls               | Nuls        | Nuls        | 150          | 1,76         | 261         | 2,99        |
| Exprimés             | Exprimés           | Exprimés    | Exprimés    | 8 026        | 94,42        | 7 984       | 91,44       |
| * conseiller sortant |                    |             |             |              |              |             |             |

### Canton de Château-Thierry
| Candidats            | Candidats           | Partis      | Partis      | Premier tour | Premier tour | Second tour | Second tour |
| Candidats            | Candidats           | Partis      | Partis      | Voix         | %            | Voix        | %           |
| -------------------- | ------------------- | ----------- | ----------- | ------------ | ------------ | ----------- | ----------- |
| 1                    | Bruno Beauvois      |             | PRG         | 2 786        | 32,76        | 4 879       | 57,41       |
| 1                    | Michèle Fuselier*   |             | PS          | 2 786        | 32,76        | 4 879       | 57,41       |
| 2                    | Marie-France Molard |             | FN          | 3 030        | 35,63        | 3 619       | 42,59       |
| 2                    | Dominique Padieu    |             | FN          | 3 030        | 35,63        | 3 619       | 42,59       |
| 3                    | Patricia Lemistre   |             | DVD         | 1 591        | 18,71        |             |             |
| 3                    | Dominique Moyse     |             | UDI         | 1 591        | 18,71        |             |             |
| 4                    | Claude Fillion      |             | EÉLV        | 772          | 9,08         |             |             |
| 4                    | Marie-Ange Layer    |             | PCF         | 772          | 9,08         |             |             |
| 5                    | Abdel-Nour Choufa   |             | LO          | 326          | 3,83         |             |             |
| 5                    | Sylvie Géret        |             | LO          | 326          | 3,83         |             |             |
|                      |                     |             |             |              |              |             |             |
| Inscrits             | Inscrits            | Inscrits    | Inscrits    | 18 391       | 100,00       | 18 382      | 100,00      |
| Abstentions          | Abstentions         | Abstentions | Abstentions | 9 467        | 51,48        | 8 903       | 48,43       |
| Votants              | Votants             | Votants     | Votants     | 8 924        | 48,52        | 9 479       | 51,57       |
| Blancs               | Blancs              | Blancs      | Blancs      | 294          | 3,29         | 744         | 7,85        |
| Nuls                 | Nuls                | Nuls        | Nuls        | 125          | 1,40         | 237         | 2,50        |
| Exprimés             | Exprimés            | Exprimés    | Exprimés    | 8 505        | 95,30        | 8 498       | 89,65       |
| * conseiller sortant |                     |             |             |              |              |             |             |

### Canton de Chauny
| Candidats            | Candidats             | Partis      | Partis      | Premier tour | Premier tour | Second tour | Second tour |
| Candidats            | Candidats             | Partis      | Partis      | Voix         | %            | Voix        | %           |
| -------------------- | --------------------- | ----------- | ----------- | ------------ | ------------ | ----------- | ----------- |
| 1                    | Jean-Luc Lanouilh*    |             | PCF         | 4 097        | 47,02        | 5 187       | 59,88       |
| 1                    | Fabienne Marchionni   |             | PG          | 4 097        | 47,02        | 5 187       | 59,88       |
| 2                    | Véronique Agoutin     |             | FN          | 3 379        | 38,78        | 3 476       | 40,12       |
| 2                    | Sébastien Moreau      |             | FN          | 3 379        | 38,78        | 3 476       | 40,12       |
| 3                    | Valérie Bionaz-Dufeux |             | DVD         | 1 238        | 14,21        |             |             |
| 3                    | Rémi Dazin            |             | DVD         | 1 238        | 14,21        |             |             |
|                      |                       |             |             |              |              |             |             |
| Inscrits             | Inscrits              | Inscrits    | Inscrits    | 17 637       | 100,00       | 17 637      | 100,00      |
| Abstentions          | Abstentions           | Abstentions | Abstentions | 8 630        | 48,93        | 8 578       | 48,64       |
| Votants              | Votants               | Votants     | Votants     | 9 007        | 51,07        | 9 059       | 51,36       |
| Blancs               | Blancs                | Blancs      | Blancs      | 202          | 2,24         | 265         | 2,93        |
| Nuls                 | Nuls                  | Nuls        | Nuls        | 91           | 1,01         | 131         | 1,45        |
| Exprimés             | Exprimés              | Exprimés    | Exprimés    | 8 714        | 96,75        | 8 663       | 95,63       |
| * conseiller sortant |                       |             |             |              |              |             |             |

### Canton d'Essômes-sur-Marne
| Candidats            | Candidats                 | Partis      | Partis      | Premier tour | Premier tour | Second tour | Second tour |
| Candidats            | Candidats                 | Partis      | Partis      | Voix         | %            | Voix        | %           |
| -------------------- | ------------------------- | ----------- | ----------- | ------------ | ------------ | ----------- | ----------- |
| 1                    | Georges Fourré*           |             | DVG         | 2 614        | 25,61        | 5 144       | 52,08       |
| 1                    | Anne Maricot              |             | DVG         | 2 614        | 25,61        | 5 144       | 52,08       |
| 2                    | Stéphane Muller           |             | FN          | 4 054        | 39,72        | 4 734       | 47,92       |
| 2                    | Andrée Orengo             |             | FN          | 4 054        | 39,72        | 4 734       | 47,92       |
| 3                    | Élisabeth Clobourse       |             | UDI         | 2 556        | 25,04        | Retrait     | Retrait     |
| 3                    | Éric Mangin*              |             | UMP         | 2 556        | 25,04        | Retrait     | Retrait     |
| 4                    | Valérie Dervin-Froidefond |             | EÉLV        | 983          | 9,63         |             |             |
| 4                    | Marc-Hervé Rey            |             | EÉLV        | 983          | 9,63         |             |             |
|                      |                           |             |             |              |              |             |             |
| Inscrits             | Inscrits                  | Inscrits    | Inscrits    | 19 996       | 100,00       | 19 997      | 100,00      |
| Abstentions          | Abstentions               | Abstentions | Abstentions | 9 339        | 46,70        | 9 091       | 45,46       |
| Votants              | Votants                   | Votants     | Votants     | 10 657       | 53,30        | 10 906      | 54,54       |
| Blancs               | Blancs                    | Blancs      | Blancs      | 310          | 2,91         | 767         | 7,03        |
| Nuls                 | Nuls                      | Nuls        | Nuls        | 140          | 1,31         | 261         | 2,39        |
| Exprimés             | Exprimés                  | Exprimés    | Exprimés    | 10 207       | 95,78        | 9 878       | 90,57       |
| * conseiller sortant |                           |             |             |              |              |             |             |

### Canton de Fère-en-Tardenois
| Candidats            | Candidats            | Partis      | Partis      | Premier tour | Premier tour | Second tour | Second tour |
| Candidats            | Candidats            | Partis      | Partis      | Voix         | %            | Voix        | %           |
| -------------------- | -------------------- | ----------- | ----------- | ------------ | ------------ | ----------- | ----------- |
| 1                    | Carole Deruy         |             | UMP         | 2 660        | 24,79        | 5 432       | 52,51       |
| 1                    | François Rampelberg  |             | UMP         | 2 660        | 24,79        | 5 432       | 52,51       |
| 2                    | Mireille Chevet      |             | FN          | 4 386        | 40,88        | 4 913       | 47,49       |
| 2                    | Romain Lepage        |             | FN          | 4 386        | 40,88        | 4 913       | 47,49       |
| 3                    | Martine Olivier      |             | UDI         | 2 350        | 21,90        |             |             |
| 3                    | Ernest Templier*     |             | UDI         | 2 350        | 21,90        |             |             |
| 4                    | Jean-Pierre Dequaire |             | DVG         | 1 333        | 12,42        |             |             |
| 4                    | Marie-Jeanne Potin   |             | DVG         | 1 333        | 12,42        |             |             |
|                      |                      |             |             |              |              |             |             |
| Inscrits             | Inscrits             | Inscrits    | Inscrits    | 20 006       | 100,00       | 20 007      | 100,00      |
| Abstentions          | Abstentions          | Abstentions | Abstentions | 8 852        | 44,25        | 8 827       | 44,12       |
| Votants              | Votants              | Votants     | Votants     | 11 154       | 55,75        | 11 180      | 55,88       |
| Blancs               | Blancs               | Blancs      | Blancs      | 336          | 3,01         | 659         | 5,89        |
| Nuls                 | Nuls                 | Nuls        | Nuls        | 89           | 0,80         | 176         | 1,57        |
| Exprimés             | Exprimés             | Exprimés    | Exprimés    | 10 729       | 96,19        | 10 345      | 92,53       |
| * conseiller sortant |                      |             |             |              |              |             |             |

### Canton de Guignicourt
| Candidats            | Candidats               | Partis      | Partis      | Premier tour | Premier tour | Second tour | Second tour |
| Candidats            | Candidats               | Partis      | Partis      | Voix         | %            | Voix        | %           |
| -------------------- | ----------------------- | ----------- | ----------- | ------------ | ------------ | ----------- | ----------- |
| 1                    | Philippe Timmerman*     |             | DVD         | 3 046        | 31,45        | 5 130       | 55,12       |
| 1                    | Bernadette Vannobel     |             | DVD         | 3 046        | 31,45        | 5 130       | 55,12       |
| 2                    | Simone Agoutin          |             | FN          | 3 650        | 37,69        | 4 131       | 44,39       |
| 2                    | Jean-Marc Moitié        |             | FN          | 3 650        | 37,69        | 4 131       | 44,39       |
| 3                    | Martine Bricot          |             | DVG         | 2 505        | 25,86        | 46          | 0,49        |
| 3                    | Pierre-Marie Lebée*     |             | PS          | 2 505        | 25,86        | 46          | 0,49        |
| 4                    | Julien Dalpayrat        |             | PCF         | 484          | 5,00         |             |             |
| 4                    | Monique Foulard-Regnart |             | PCF         | 484          | 5,00         |             |             |
|                      |                         |             |             |              |              |             |             |
| Inscrits             | Inscrits                | Inscrits    | Inscrits    | 18 207       | 100,00       | 18 230      | 100,00      |
| Abstentions          | Abstentions             | Abstentions | Abstentions | 8 076        | 44,36        | 8 084       | 44,34       |
| Votants              | Votants                 | Votants     | Votants     | 10 131       | 55,64        | 10 146      | 55,66       |
| Blancs               | Blancs                  | Blancs      | Blancs      | 296          | 2,92         | 597         | 5,88        |
| Nuls                 | Nuls                    | Nuls        | Nuls        | 150          | 1,48         | 242         | 2,39        |
| Exprimés             | Exprimés                | Exprimés    | Exprimés    | 9 685        | 95,60        | 9 307       | 91,73       |
| * conseiller sortant |                         |             |             |              |              |             |             |

### Canton de Guise
| Candidats            | Candidats         | Partis      | Partis      | Premier tour | Premier tour | Second tour | Second tour |
| Candidats            | Candidats         | Partis      | Partis      | Voix         | %            | Voix        | %           |
| -------------------- | ----------------- | ----------- | ----------- | ------------ | ------------ | ----------- | ----------- |
| 1                    | Armand Pollet     |             | FN          | 3 926        | 44,05        | 4 732       | 53,90       |
| 1                    | Marion Saillard   |             | FN          | 3 926        | 44,05        | 4 732       | 53,90       |
| 2                    | Thierry Thomas*   |             | PS          | 2 605        | 29,23        | 4 047       | 46,10       |
| 2                    | Monique Walton    |             | PS          | 2 605        | 29,23        | 4 047       | 46,10       |
| 3                    | Olivier Cambraye  |             | DVD         | 2 381        | 26,72        | Retrait     | Retrait     |
| 3                    | Anne-Marie Leviel |             | DVD         | 2 381        | 26,72        | Retrait     | Retrait     |
|                      |                   |             |             |              |              |             |             |
| Inscrits             | Inscrits          | Inscrits    | Inscrits    | 16 941       | 100,00       | 16 941      | 100,00      |
| Abstentions          | Abstentions       | Abstentions | Abstentions | 7 530        | 44,45        | 7 116       | 42,00       |
| Votants              | Votants           | Votants     | Votants     | 9 411        | 55,55        | 9 825       | 58,00       |
| Blancs               | Blancs            | Blancs      | Blancs      | 357          | 3,79         | 750         | 7,63        |
| Nuls                 | Nuls              | Nuls        | Nuls        | 142          | 1,51         | 296         | 3,01        |
| Exprimés             | Exprimés          | Exprimés    | Exprimés    | 8 912        | 94,70        | 8 779       | 89,35       |
| * conseiller sortant |                   |             |             |              |              |             |             |

### Canton d'Hirson
| Candidats            | Candidats               | Partis      | Partis      | Premier tour | Premier tour | Second tour | Second tour |
| Candidats            | Candidats               | Partis      | Partis      | Voix         | %            | Voix        | %           |
| -------------------- | ----------------------- | ----------- | ----------- | ------------ | ------------ | ----------- | ----------- |
| 1                    | Anne-Marie Fournier     |             | FN          | 2 918        | 37,91        | 4 356       | 54,83       |
| 1                    | Claude Mouflard         |             | FN          | 2 918        | 37,91        | 4 356       | 54,83       |
| 2                    | Ginette Devaux          |             | PCF         | 2 435        | 31,63        | 3 588       | 45,17       |
| 2                    | Jean-Jacques Thomas*    |             | PS          | 2 435        | 31,63        | 3 588       | 45,17       |
| 3                    | Morgane Devigne         |             | UDI         | 1 615        | 20,98        |             |             |
| 3                    | Yannick Noé*            |             | UMP         | 1 615        | 20,98        |             |             |
| 4                    | Pierre-Louis Devoitinne |             | DVD         | 730          | 9,48         |             |             |
| 4                    | Marie-Édith Leurquin    |             | DVD         | 730          | 9,48         |             |             |
|                      |                         |             |             |              |              |             |             |
| Inscrits             | Inscrits                | Inscrits    | Inscrits    | 15 687       | 100,00       | 15 687      | 100,00      |
| Abstentions          | Abstentions             | Abstentions | Abstentions | 7 581        | 48,33        | 6 819       | 43,47       |
| Votants              | Votants                 | Votants     | Votants     | 8 106        | 51,67        | 8 868       | 56,53       |
| Blancs               | Blancs                  | Blancs      | Blancs      | 254          | 3,13         | 598         | 6,74        |
| Nuls                 | Nuls                    | Nuls        | Nuls        | 154          | 1,90         | 326         | 3,68        |
| Exprimés             | Exprimés                | Exprimés    | Exprimés    | 7 698        | 94,97        | 7 944       | 89,58       |
| * conseiller sortant |                         |             |             |              |              |             |             |

### Canton de Laon-1
| Candidats            | Candidats          | Partis      | Partis      | Premier tour | Premier tour | Second tour | Second tour |
| Candidats            | Candidats          | Partis      | Partis      | Voix         | %            | Voix        | %           |
| -------------------- | ------------------ | ----------- | ----------- | ------------ | ------------ | ----------- | ----------- |
| 1                    | Fawaz Karimet*     |             | PS          | 3 163        | 35,73        | 5 064       | 59,26       |
| 1                    | Annie Tujek        |             | PS          | 3 163        | 35,73        | 5 064       | 59,26       |
| 2                    | Jean-Marc Dumesnil |             | FN          | 3 026        | 34,18        | 3 482       | 40,74       |
| 2                    | Mireille Koenig    |             | FN          | 3 026        | 34,18        | 3 482       | 40,74       |
| 3                    | Sylvie Letot       |             | UMP         | 2 056        | 23,22        |             |             |
| 3                    | Nicolas Rohat      |             | UMP         | 2 056        | 23,22        |             |             |
| 4                    | Yan Ruder          |             | PCF         | 608          | 6,87         |             |             |
| 4                    | Françoise Seillier |             | PCF         | 608          | 6,87         |             |             |
|                      |                    |             |             |              |              |             |             |
| Inscrits             | Inscrits           | Inscrits    | Inscrits    | 17 058       | 100,00       | 17 057      | 100,00      |
| Abstentions          | Abstentions        | Abstentions | Abstentions | 7 772        | 45,56        | 7 647       | 44,83       |
| Votants              | Votants            | Votants     | Votants     | 9 286        | 54,44        | 9 410       | 55,17       |
| Blancs               | Blancs             | Blancs      | Blancs      | 307          | 3,31         | 657         | 6,98        |
| Nuls                 | Nuls               | Nuls        | Nuls        | 126          | 1,36         | 207         | 2,20        |
| Exprimés             | Exprimés           | Exprimés    | Exprimés    | 8 853        | 95,34        | 8 546       | 90,82       |
| * conseiller sortant |                    |             |             |              |              |             |             |

### Canton de Laon-2
| Candidats            | Candidats                | Partis      | Partis      | Premier tour | Premier tour | Second tour | Second tour |
| Candidats            | Candidats                | Partis      | Partis      | Voix         | %            | Voix        | %           |
| -------------------- | ------------------------ | ----------- | ----------- | ------------ | ------------ | ----------- | ----------- |
| 1                    | Thierry Delerot*         |             | PS          | 2 457        | 29,07        | 4 794       | 59,90       |
| 1                    | Brigitte Fournié-Turquin |             | EÉLV        | 2 457        | 29,07        | 4 794       | 59,90       |
| 2                    | Christian Bernard        |             | FN          | 2 508        | 29,67        | 3 210       | 40,10       |
| 2                    | Véronique Vasseur        |             | FN          | 2 508        | 29,67        | 3 210       | 40,10       |
| 3                    | Jean-Pierre Mouchet      |             | UMP         | 1 661        | 19,65        |             |             |
| 3                    | Marie Soller             |             | UMP         | 1 661        | 19,65        |             |             |
| 4                    | Aude Bono                |             | UDI         | 1 254        | 14,83        |             |             |
| 4                    | Éric Hélin               |             | UDI         | 1 254        | 14,83        |             |             |
| 5                    | Marjorie Sauvez-Cliquot  |             | PCF         | 573          | 6,78         |             |             |
| 5                    | Michel Seillier          |             | PCF         | 573          | 6,78         |             |             |
|                      |                          |             |             |              |              |             |             |
| Inscrits             | Inscrits                 | Inscrits    | Inscrits    | 16 858       | 100,00       | 16 857      | 100,00      |
| Abstentions          | Abstentions              | Abstentions | Abstentions | 8 089        | 47,98        | 7 932       | 47,05       |
| Votants              | Votants                  | Votants     | Votants     | 8 769        | 52,02        | 8 925       | 52,95       |
| Blancs               | Blancs                   | Blancs      | Blancs      | 196          | 2,24         | 694         | 7,78        |
| Nuls                 | Nuls                     | Nuls        | Nuls        | 120          | 1,37         | 227         | 2,54        |
| Exprimés             | Exprimés                 | Exprimés    | Exprimés    | 8 453        | 96,40        | 8 004       | 89,68       |
| * conseiller sortant |                          |             |             |              |              |             |             |

### Canton de Marle
| Candidats            | Candidats            | Partis      | Partis      | Premier tour | Premier tour | Second tour | Second tour |
| Candidats            | Candidats            | Partis      | Partis      | Voix         | %            | Voix        | %           |
| -------------------- | -------------------- | ----------- | ----------- | ------------ | ------------ | ----------- | ----------- |
| 1                    | Isabelle Ittelet*    |             | UDI         | 3 288        | 37,62        | 4 915       | 61,57       |
| 1                    | Pierre-Jean Verzelen |             | UMP         | 3 288        | 37,62        | 4 915       | 61,57       |
| 2                    | Romain Dumand        |             | FN          | 2 775        | 31,75        | 3 068       | 38,43       |
| 2                    | Marie-Jeanne Parfait |             | FN          | 2 775        | 31,75        | 3 068       | 38,43       |
| 3                    | Yves Daudigny*       |             | PS          | 2 677        | 30,63        | Retrait     | Retrait     |
| 3                    | Christelle Poette    |             | PS          | 2 677        | 30,63        | Retrait     | Retrait     |
|                      |                      |             |             |              |              |             |             |
| Inscrits             | Inscrits             | Inscrits    | Inscrits    | 14 623       | 100,00       | 14 622      | 100,00      |
| Abstentions          | Abstentions          | Abstentions | Abstentions | 5 433        | 37,15        | 5 679       | 38,84       |
| Votants              | Votants              | Votants     | Votants     | 9 190        | 62,85        | 8 943       | 61,16       |
| Blancs               | Blancs               | Blancs      | Blancs      | 317          | 3,45         | 666         | 7,45        |
| Nuls                 | Nuls                 | Nuls        | Nuls        | 133          | 1,45         | 294         | 3,29        |
| Exprimés             | Exprimés             | Exprimés    | Exprimés    | 8 740        | 95,10        | 7 983       | 89,27       |
| * conseiller sortant |                      |             |             |              |              |             |             |

### Canton de Ribemont
| Candidats            | Candidats                 | Partis      | Partis      | Premier tour | Premier tour | Second tour | Second tour |
| Candidats            | Candidats                 | Partis      | Partis      | Voix         | %            | Voix        | %           |
| -------------------- | ------------------------- | ----------- | ----------- | ------------ | ------------ | ----------- | ----------- |
| 1                    | Florence Bonnard-Trevisan |             | IDG         | 3 908        | 35,40        | 4 687       | 39,95       |
| 1                    | Michel Potelet*           |             | PS          | 3 908        | 35,40        | 4 687       | 39,95       |
| 2                    | Christelle Lahire         |             | FN          | 4 306        | 39,01        | 4 369       | 37,24       |
| 2                    | Vincent Rousseau          |             | FN          | 4 306        | 39,01        | 4 369       | 37,24       |
| 3                    | Julien Dive               |             | UMP         | 2 825        | 25,59        | 2 677       | 22,82       |
| 3                    | Orane Gobert              |             | UMP         | 2 825        | 25,59        | 2 677       | 22,82       |
|                      |                           |             |             |              |              |             |             |
| Inscrits             | Inscrits                  | Inscrits    | Inscrits    | 19 901       | 100,00       | 19 901      | 100,00      |
| Abstentions          | Abstentions               | Abstentions | Abstentions | 8 347        | 41,94        | 7 808       | 39,23       |
| Votants              | Votants                   | Votants     | Votants     | 11 554       | 58,06        | 12 093      | 60,77       |
| Blancs               | Blancs                    | Blancs      | Blancs      | 374          | 3,24         | 253         | 2,09        |
| Nuls                 | Nuls                      | Nuls        | Nuls        | 141          | 1,22         | 107         | 0,88        |
| Exprimés             | Exprimés                  | Exprimés    | Exprimés    | 11 039       | 95,54        | 11 733      | 97,02       |
| * conseiller sortant |                           |             |             |              |              |             |             |

### Canton de Saint-Quentin-1
| Candidats            | Candidats            | Partis      | Partis      | Premier tour | Premier tour | Second tour | Second tour |
| Candidats            | Candidats            | Partis      | Partis      | Voix         | %            | Voix        | %           |
| -------------------- | -------------------- | ----------- | ----------- | ------------ | ------------ | ----------- | ----------- |
| 1                    | Colette Blériot*     |             | UMP         | 3 738        | 39,79        | 5 499       | 59,24       |
| 1                    | Jean-Pierre Boniface |             | UMP         | 3 738        | 39,79        | 5 499       | 59,24       |
| 2                    | Christine Ledoray    |             | FN          | 3 459        | 36,82        | 3 784       | 40,76       |
| 2                    | Benoît Saillard      |             | FN          | 3 459        | 36,82        | 3 784       | 40,76       |
| 3                    | Jean-Pierre Lançon   |             | PS          | 1 628        | 17,33        |             |             |
| 3                    | Valérie Minouflet    |             | DVG         | 1 628        | 17,33        |             |             |
| 4                    | Corinne Bécourt      |             | PCF         | 569          | 6,06         |             |             |
| 4                    | Gauthier Ducos       |             | PCF         | 569          | 6,06         |             |             |
|                      |                      |             |             |              |              |             |             |
| Inscrits             | Inscrits             | Inscrits    | Inscrits    | 19 066       | 100,00       | 19 067      | 100,00      |
| Abstentions          | Abstentions          | Abstentions | Abstentions | 9 075        | 47,60        | 8 857       | 46,45       |
| Votants              | Votants              | Votants     | Votants     | 9 991        | 52,40        | 10 210      | 53,55       |
| Blancs               | Blancs               | Blancs      | Blancs      | 433          | 4,33         | 634         | 6,21        |
| Nuls                 | Nuls                 | Nuls        | Nuls        | 164          | 1,64         | 293         | 2,87        |
| Exprimés             | Exprimés             | Exprimés    | Exprimés    | 9 394        | 94,02        | 9 283       | 90,92       |
| * conseiller sortant |                      |             |             |              |              |             |             |

### Canton de Saint-Quentin-2
| Candidats   | Candidats       | Partis      | Partis      | Premier tour | Premier tour | Second tour | Second tour |
| Candidats   | Candidats       | Partis      | Partis      | Voix         | %            | Voix        | %           |
| ----------- | --------------- | ----------- | ----------- | ------------ | ------------ | ----------- | ----------- |
| 1           | Thomas Dudebout |             | UMP         | 3 330        | 44,99        | 4 386       | 60,44       |
| 1           | Pascale Gruny   |             | UMP         | 3 330        | 44,99        | 4 386       | 60,44       |
| 2           | Kévin Berdal    |             | FN          | 2 821        | 38,11        | 2 871       | 39,56       |
| 2           | Sylvie Saillard |             | FN          | 2 821        | 38,11        | 2 871       | 39,56       |
| 3           | Suzanne Barbaux |             | PCF         | 1 251        | 16,90        |             |             |
| 3           | Olivier Tournay |             | PCF         | 1 251        | 16,90        |             |             |
|             |                 |             |             |              |              |             |             |
| Inscrits    | Inscrits        | Inscrits    | Inscrits    | 15 584       | 100,00       | 15 584      | 100,00      |
| Abstentions | Abstentions     | Abstentions | Abstentions | 7 622        | 48,91        | 7 541       | 48,39       |
| Votants     | Votants         | Votants     | Votants     | 7 962        | 51,09        | 8 043       | 51,61       |
| Blancs      | Blancs          | Blancs      | Blancs      | 400          | 5,02         | 507         | 6,30        |
| Nuls        | Nuls            | Nuls        | Nuls        | 160          | 2,01         | 279         | 3,47        |
| Exprimés    | Exprimés        | Exprimés    | Exprimés    | 7 402        | 92,97        | 7 257       | 90,23       |

### Canton de Saint-Quentin-3
| Candidats            | Candidats            | Partis      | Partis      | Premier tour | Premier tour | Second tour | Second tour |
| Candidats            | Candidats            | Partis      | Partis      | Voix         | %            | Voix        | %           |
| -------------------- | -------------------- | ----------- | ----------- | ------------ | ------------ | ----------- | ----------- |
| 1                    | Jocelyne Dogna       |             | UMP         | 2 634        | 29,09        | 4 699       | 54,29       |
| 1                    | Freddy Grzeziczak    |             | UMP         | 2 634        | 29,09        | 4 699       | 54,29       |
| 2                    | Florian Demarcq      |             | FN          | 3 532        | 39,01        | 3 957       | 45,71       |
| 2                    | Edwige Gautier       |             | FN          | 3 532        | 39,01        | 3 957       | 45,71       |
| 3                    | Carole Berlemont     |             | PS          | 1 802        | 19,90        |             |             |
| 3                    | Jean-Claude Cappèle* |             | IDG         | 1 802        | 19,90        |             |             |
| 4                    | Philippe Barrère     |             | FG          | 597          | 6,59         |             |             |
| 4                    | Isabelle Lesur       |             | FG          | 597          | 6,59         |             |             |
| 5                    | Michèle Gabert       |             | PCF         | 490          | 5,41         |             |             |
| 5                    | Aurélien Jan         |             | PCF         | 490          | 5,41         |             |             |
|                      |                      |             |             |              |              |             |             |
| Inscrits             | Inscrits             | Inscrits    | Inscrits    | 18 792       | 100,00       | 18 792      | 100,00      |
| Abstentions          | Abstentions          | Abstentions | Abstentions | 9 238        | 49,16        | 8 997       | 47,88       |
| Votants              | Votants              | Votants     | Votants     | 9 554        | 50,84        | 9 795       | 52,12       |
| Blancs               | Blancs               | Blancs      | Blancs      | 345          | 3,61         | 772         | 7,88        |
| Nuls                 | Nuls                 | Nuls        | Nuls        | 154          | 1,61         | 367         | 3,75        |
| Exprimés             | Exprimés             | Exprimés    | Exprimés    | 9 055        | 94,78        | 8 656       | 88,37       |
| * conseiller sortant |                      |             |             |              |              |             |             |

### Canton de Soissons-1
| Candidats   | Candidats                | Partis      | Partis      | Premier tour | Premier tour | Second tour | Second tour |
| Candidats   | Candidats                | Partis      | Partis      | Voix         | %            | Voix        | %           |
| ----------- | ------------------------ | ----------- | ----------- | ------------ | ------------ | ----------- | ----------- |
| 1           | Françoise Champenois     |             | UDI         | 2 194        | 28,98        | 4 101       | 55,11       |
| 1           | Pascal Tordeux           |             | UDI         | 2 194        | 28,98        | 4 101       | 55,11       |
| 2           | Emmanuel Chassagnoux     |             | FN          | 3 189        | 42,12        | 3 341       | 44,89       |
| 2           | Véronique Hallez         |             | FN          | 3 189        | 42,12        | 3 341       | 44,89       |
| 3           | Jean-Pierre Corneille    |             | PS          | 2 188        | 28,90        | Retrait     | Retrait     |
| 3           | Stéphanie Lebée-Delattre |             | EÉLV        | 2 188        | 28,90        | Retrait     | Retrait     |
|             |                          |             |             |              |              |             |             |
| Inscrits    | Inscrits                 | Inscrits    | Inscrits    | 15 972       | 100,00       | 15 972      | 100,00      |
| Abstentions | Abstentions              | Abstentions | Abstentions | 8 070        | 50,53        | 7 854       | 49,17       |
| Votants     | Votants                  | Votants     | Votants     | 7 902        | 49,47        | 8 118       | 50,83       |
| Blancs      | Blancs                   | Blancs      | Blancs      | 204          | 2,58         | 503         | 6,20        |
| Nuls        | Nuls                     | Nuls        | Nuls        | 127          | 1,61         | 173         | 2,13        |
| Exprimés    | Exprimés                 | Exprimés    | Exprimés    | 7 571        | 95,81        | 7 442       | 91,67       |

### Canton de Soissons-2
| Candidats            | Candidats            | Partis      | Partis      | Premier tour | Premier tour | Second tour | Second tour |
| Candidats            | Candidats            | Partis      | Partis      | Voix         | %            | Voix        | %           |
| -------------------- | -------------------- | ----------- | ----------- | ------------ | ------------ | ----------- | ----------- |
| 1                    | Isabelle Létrillart  |             | UMP         | 2 870        | 34,57        | 4 745       | 58,70       |
| 1                    | Frédéric Vanier      |             | DVD         | 2 870        | 34,57        | 4 745       | 58,70       |
| 2                    | Louis-Marie Beauvais |             | FN          | 3 102        | 37,36        | 3 339       | 41,30       |
| 2                    | Carole Manable       |             | FN          | 3 102        | 37,36        | 3 339       | 41,30       |
| 3                    | Karine Moreira       |             | PCF         | 2 331        | 28,07        | Retrait     | Retrait     |
| 3                    | Serge Vallée*        |             | PCF         | 2 331        | 28,07        | Retrait     | Retrait     |
|                      |                      |             |             |              |              |             |             |
| Inscrits             | Inscrits             | Inscrits    | Inscrits    | 18 092       | 100,00       | 18 092      | 100,00      |
| Abstentions          | Abstentions          | Abstentions | Abstentions | 9 340        | 51,63        | 9 245       | 51,10       |
| Votants              | Votants              | Votants     | Votants     | 8 752        | 48,37        | 8 847       | 48,90       |
| Blancs               | Blancs               | Blancs      | Blancs      | 213          | 2,43         | 549         | 6,21        |
| Nuls                 | Nuls                 | Nuls        | Nuls        | 236          | 2,70         | 214         | 2,42        |
| Exprimés             | Exprimés             | Exprimés    | Exprimés    | 8 303        | 94,87        | 8 084       | 91,38       |
| * conseiller sortant |                      |             |             |              |              |             |             |

### Canton de Tergnier
| Candidats            | Candidats              | Partis      | Partis      | Premier tour | Premier tour | Second tour | Second tour |
| Candidats            | Candidats              | Partis      | Partis      | Voix         | %            | Voix        | %           |
| -------------------- | ---------------------- | ----------- | ----------- | ------------ | ------------ | ----------- | ----------- |
| 1                    | Michel Carreau*        |             | PCF         | 2 687        | 27,07        | 5 071       | 53,16       |
| 1                    | Caroline Varlet        |             | DVG         | 2 687        | 27,07        | 5 071       | 53,16       |
| 2                    | Danielle Deguin-Dawson |             | FN          | 3 717        | 37,44        | 4 469       | 46,84       |
| 2                    | Jean-Louis Roux        |             | FN          | 3 717        | 37,44        | 4 469       | 46,84       |
| 3                    | Graziella Basile       |             | IDG         | 2 020        | 20,35        |             |             |
| 3                    | Frédéric Mathieu*      |             | IDG         | 2 020        | 20,35        |             |             |
| 4                    | Anne Compère-Cerf      |             | DVD         | 1 503        | 15,14        |             |             |
| 4                    | Michel Degouy          |             | UMP         | 1 503        | 15,14        |             |             |
|                      |                        |             |             |              |              |             |             |
| Inscrits             | Inscrits               | Inscrits    | Inscrits    | 21 135       | 100,00       | 21 135      | 100,00      |
| Abstentions          | Abstentions            | Abstentions | Abstentions | 10 806       | 51,13        | 10 701      | 50,63       |
| Votants              | Votants                | Votants     | Votants     | 10 329       | 48,87        | 10 434      | 49,37       |
| Blancs               | Blancs                 | Blancs      | Blancs      | 257          | 2,49         | 637         | 6,11        |
| Nuls                 | Nuls                   | Nuls        | Nuls        | 145          | 1,40         | 257         | 2,46        |
| Exprimés             | Exprimés               | Exprimés    | Exprimés    | 9 927        | 96,11        | 9 540       | 91,43       |
| * conseiller sortant |                        |             |             |              |              |             |             |

### Canton de Vervins
| Candidats            | Candidats                | Partis      | Partis      | Premier tour | Premier tour | Second tour | Second tour |
| Candidats            | Candidats                | Partis      | Partis      | Voix         | %            | Voix        | %           |
| -------------------- | ------------------------ | ----------- | ----------- | ------------ | ------------ | ----------- | ----------- |
| 1                    | Marie-Françoise Bertrand |             | UDI         | 2 226        | 25,23        | 5 428       | 62,38       |
| 1                    | Nicolas Fricoteaux*      |             | UDI         | 2 226        | 25,23        | 5 428       | 62,38       |
| 2                    | Francis Duroit           |             | FN          | 2 688        | 30,47        | 3 273       | 37,62       |
| 2                    | Valérie Thonnon-Duez     |             | FN          | 2 688        | 30,47        | 3 273       | 37,62       |
| 3                    | Marie-Claude Didier      |             | UMP         | 2 208        | 25,03        | Retrait     | Retrait     |
| 3                    | Frédéric Meura*          |             | UMP         | 2 208        | 25,03        | Retrait     | Retrait     |
| 4                    | Guy Le Provost           |             | PS          | 1 295        | 14,68        |             |             |
| 4                    | Claudile Mathieu         |             | PS          | 1 295        | 14,68        |             |             |
| 5                    | Françoise Devaux         |             | PCF         | 406          | 4,60         |             |             |
| 5                    | Régis Lecoyer            |             | PG          | 406          | 4,60         |             |             |
|                      |                          |             |             |              |              |             |             |
| Inscrits             | Inscrits                 | Inscrits    | Inscrits    | 16 354       | 100,00       | 16 354      | 100,00      |
| Abstentions          | Abstentions              | Abstentions | Abstentions | 7 147        | 43,70        | 7 056       | 43,15       |
| Votants              | Votants                  | Votants     | Votants     | 9 207        | 56,30        | 9 298       | 56,85       |
| Blancs               | Blancs                   | Blancs      | Blancs      | 272          | 2,95         | 421         | 4,53        |
| Nuls                 | Nuls                     | Nuls        | Nuls        | 112          | 1,22         | 176         | 1,89        |
| Exprimés             | Exprimés                 | Exprimés    | Exprimés    | 8 823        | 95,83        | 8 701       | 93,58       |
| * conseiller sortant |                          |             |             |              |              |             |             |

### Canton de Vic-sur-Aisne
| Candidats            | Candidats               | Partis      | Partis      | Premier tour | Premier tour |
| Candidats            | Candidats               | Partis      | Partis      | Voix         | %            |
| -------------------- | ----------------------- | ----------- | ----------- | ------------ | ------------ |
| 1                    | Marie-Christine Gilliot |             | FN          | 4 235        | 53,81        |
| 1                    | Noël Lecoultre          |             | FN          | 4 235        | 53,81        |
| 2                    | Jean-Claude Dumont*     |             | PCF         | 3 636        | 46,19        |
| 2                    | Chantal Mouny           |             | PS          | 3 636        | 46,19        |
|                      |                         |             |             |              |              |
| Inscrits             | Inscrits                | Inscrits    | Inscrits    | 15 218       | 100,00       |
| Abstentions          | Abstentions             | Abstentions | Abstentions | 6 526        | 42,88        |
| Votants              | Votants                 | Votants     | Votants     | 8 692        | 57,12        |
| Blancs               | Blancs                  | Blancs      | Blancs      | 585          | 6,73         |
| Nuls                 | Nuls                    | Nuls        | Nuls        | 236          | 2,72         |
| Exprimés             | Exprimés                | Exprimés    | Exprimés    | 7 871        | 90,55        |
| * conseiller sortant |                         |             |             |              |              |

### Canton de Villers-Cotterêts
| Candidats            | Candidats          | Partis      | Partis      | Premier tour | Premier tour | Second tour | Second tour |
| Candidats            | Candidats          | Partis      | Partis      | Voix         | %            | Voix        | %           |
| -------------------- | ------------------ | ----------- | ----------- | ------------ | ------------ | ----------- | ----------- |
| 1                    | Franck Briffaut    |             | FN          | 4 955        | 44,80        | 5 549       | 51,89       |
| 1                    | Martine Pigoni     |             | FN          | 4 955        | 44,80        | 5 549       | 51,89       |
| 2                    | André Rigaud*      |             | UMP         | 2 546        | 23,02        | 5 144       | 48,11       |
| 2                    | Isabelle Vasseur*  |             | UMP         | 2 546        | 23,02        | 5 144       | 48,11       |
| 3                    | Daniéle Fontaine   |             | UDI         | 1 928        | 17,43        |             |             |
| 3                    | Michel Laviolette* |             | UDI         | 1 928        | 17,43        |             |             |
| 4                    | Christiane Dufour  |             | PCF         | 1 631        | 14,75        |             |             |
| 4                    | Daniel Gertenot    |             | EÉLV        | 1 631        | 14,75        |             |             |
|                      |                    |             |             |              |              |             |             |
| Inscrits             | Inscrits           | Inscrits    | Inscrits    | 21 582       | 100,00       | 21 587      | 100,00      |
| Abstentions          | Abstentions        | Abstentions | Abstentions | 10 021       | 46,43        | 9 890       | 45,81       |
| Votants              | Votants            | Votants     | Votants     | 11 561       | 53,57        | 11 697      | 54,19       |
| Blancs               | Blancs             | Blancs      | Blancs      | 352          | 3,04         | 720         | 6,16        |
| Nuls                 | Nuls               | Nuls        | Nuls        | 149          | 1,29         | 284         | 2,43        |
| Exprimés             | Exprimés           | Exprimés    | Exprimés    | 11 060       | 95,67        | 10 693      | 91,42       |
| * conseiller sortant |                    |             |             |              |              |             |             |

### Assemblée départementale élue
| Parti                                | Sigle | Sigle | Élus | Groupe                                      |
| ------------------------------------ | ----- | ----- | ---- | ------------------------------------------- |
| Majorité (18 sièges)                 |       |       |      |                                             |
| Union pour un mouvement populaire    |       | UMP   | 10   | Rassembler pour l'Aisne                     |
| Divers droite                        |       | DVD   | 3    | Rassembler pour l'Aisne                     |
| Union des démocrates et indépendants |       | UDI   | 5    | Rassembler pour l'Aisne                     |
| Opposition (16 sièges)               |       |       |      |                                             |
| Parti socialiste                     |       | PS    | 6    | Socialiste et gauche républicaine           |
| Divers gauche                        |       | DVG   | 2    | Socialiste et gauche républicaine           |
| Parti radical de gauche              |       | PRG   | 1    | Socialiste et gauche républicaine           |
| Initiative démocratique de gauche    |       | IDG   | 1    | Socialiste et gauche républicaine           |
| Parti communiste français            |       | PCF   | 5    | Front de gauche - Europe Écologie Les Verts |
| Europe Écologie Les Verts            |       | EÉLV  | 1    | Front de gauche - Europe Écologie Les Verts |
| Opposition (8 sièges)                |       |       |      |                                             |
| Front national                       |       | FN    | 8    | Front national                              |
| Président du Conseil départemental   |       |       |      |                                             |
| Nicolas Fricoteaux (UDI)             |       |       |      |                                             |